# غيل كارسون ليفين
غيل كارسون ليفين (بالإنجليزية: Gail Carson Levine)‏ هي كاتِبة وكاتبة للأطفال أمريكية، ولدت في 17 سبتمبر 1947 في نيويورك في الولايات المتحدة.

## وصلات خارجية
- الموقع الرسمي